# 周玉柄
周玉柄（1877年—1968年），字斗钦。四川成都人。中华民国官员、学者。

## 生平
周玉柄是清朝举人，毕业于京师大学堂。后历任黑龙江省公署秘书官、嫩江海伦府、龙江府等府知府、黑龙江高等审判厅厅长、吉林省公署财务厅长、教育厅长、长春市政筹备处处长、长春道区交涉员等职。
1931年九一八事变后，周玉柄离开长春赴哈尔滨。1932年春，他离开哈尔滨入关，后来在家闲居。其间著《诗经文史统笺》等书。1952年，他获聘为北京市文史研究馆馆员。
1968年3月，周玉柄逝世。